# 2022年のスーパーカップ (日本サッカー)
2022年のスーパーカップは、2022年2月12日に日産スタジアム（神奈川県横浜市）で開催された、29回目のスーパーカップである。

## 概要
前回大会に引き続き富士フイルムビジネスイノベーション（旧社名・富士ゼロックス）の特別協賛により行われるが、同社の社名変更に合わせて今大会から大会名が「FUJI XEROX SUPER CUP」（富士ゼロックススーパーカップ）から「FUJIFILM SUPER CUP」（富士フイルムスーパーカップ）へ改められることになり、当年度はFUJIFILM SUPER CUP 2022（富士フイルム スーパーカップ2022）の名称で開催される。会場は前年まで4年連続で使用された埼玉スタジアム2002（埼玉県さいたま市）から5大会ぶりに日産スタジアムへ戻ることになった。
なお、試合開催日時点で神奈川県にまん延防止等重点措置が適用されているため、観客収容数の上限2万人での開催となる。
主催
日本サッカー協会 / 日本プロサッカーリーグ
主管
日本プロサッカーリーグ / 神奈川県サッカー協会
特別協賛
富士フイルムビジネスイノベーション
レギュレーション
- 90分間（前後半各45分）の試合を行い、勝敗が決しない場合はPK方式によって決定する。
- 選手交代人数は5名以内。ただし交代回数はハーフタイムを除いて3回まで。

この年は試合のプロモーションにおいてライトノベル及びアニメ作品の『転生したらスライムだった件』とのコラボレーション企画が複数実施された。

## 参加クラブ
- 川崎フロンターレ（2021明治安田生命J1リーグ優勝・2年連続4回目）
- 浦和レッズ（天皇杯 JFA 第101回全日本サッカー選手権大会優勝・3年ぶり6回目）

## 試合結果
2019年のスーパーカップと同じ顔合わせとなった。Jリーグ王者の川崎は昨年の基本フォーメーションだった4-3-3の布陣で、新加入のFWチャナティップが左WGで先発。一方の浦和は伊藤敦樹を左SHに置き、江坂任と明本考浩を最前線に置く4-4-2の布陣。13名いる新加入選手からは岩尾憲がボランチ、馬渡和彰が左SBで先発した。
序盤からボールを保持する川崎に浦和が強くプレッシャーを掛ける展開になる。すると7分、スローインの流れからのルーズボールを拾った浦和DF酒井宏樹が右サイドを突破して深い位置からグラウンダーのクロスを出すと、これをエリア内で待っていた浦和FW江坂任が右足で合わせて試合開始早々に浦和が先制に成功する。1点ビハインドとなった川崎は高い位置でボール保持率をさらに高めて押し込むが、浦和の粘り強い守備の前に決定的な場面までは作れずそのまま0-1で前半を折り返す。
後半開始から川崎はMFジョアン・シミッチに代えてFWマルシーニョを投入し、チャナティップをインサイドハーフに一列下げてMF大島僚太がアンカーとなる布陣に変更すると川崎の攻撃が活性化されるものの、浦和の守備も大崩れすることがなく、お互いにラストパスやシュートの精度を欠くなど膠着した試合展開になる。川崎はFW知念慶や新戦力のMF瀬古樹、さらにはFW小林悠も投入して得点を狙いにいくものの得点を奪えず、逆に浦和は81分、後方からのロングボールに反応して抜け出したMF明本考浩がPA付近まで攻め上がり粘り強くキープすると、ボールを受けたFW江坂がフェイントで谷口彰悟をかわして左足でシュート。これが決まって決定的な2点目が入る。直後に浦和はFW松崎快・DF犬飼智也・MF宮本優太ら新戦力を続々と投入して川崎の猛攻をはねのけ、タイムアップ。浦和が2-0で川崎を破り、16年ぶり2度目となるスーパーカップのタイトルを手にした。
| 2022年2月12日 13:35 |

| 川崎フロンターレ | 0 - 2             | 浦和レッズ       |
|                  | 公式記録 試合経過 | 江坂任 7分, 81分 |

| 日産スタジアム、横浜市 観客数: 18,558 人 主審: 笠原寛貴 |

| 川崎フロンターレ |    |                      |  |      |
| GK               | 01 | チョン・ソンリョン   |  |      |
| DF               | 13 | 山根視来             |  |      |
| DF               | 05 | 谷口彰悟             |  |      |
| DF               | 07 | 車屋紳太郎           |  |      |
| DF               | 02 | 登里享平             |  |      |
| MF               | 06 | ジョアン・シミッチ   |  | 46分 |
| MF               | 10 | 大島僚太             |  | 82分 |
| MF               | 14 | 脇坂泰斗             |  | 71分 |
| MF               | 41 | 家長昭博             |  |      |
| FW               | 18 | チャナティップ       |  | 77分 |
| FW               | 09 | レアンドロ・ダミアン |  | 71分 |
| 控え選手         |    |                      |  |      |
| GK               | 27 | 丹野研太             |  |      |
| MF               | 03 | 塚川孝輝             |  | 82分 |
| MF               | 31 | 山村和也             |  |      |
| MF               | 16 | 瀬古樹               |  | 71分 |
| FW               | 23 | マルシーニョ         |  | 46分 |
| FW               | 20 | 知念慶               |  | 71分 |
| FW               | 11 | 小林悠               |  | 77分 |
| 監督             |    |                      |  |      |
| 鬼木達           |    |                      |  |      |

| 浦和レッズ           |    |                          |  |      |
| GK                   | 01 | 西川周作                 |  |      |
| DF                   | 02 | 酒井宏樹                 |  |      |
| DF                   | 04 | 岩波拓也                 |  |      |
| DF                   | 28 | アレクサンダー・ショルツ |  |      |
| DF                   | 06 | 馬渡和彰                 |  |      |
| MF                   | 14 | 関根貴大                 |  | 86分 |
| MF                   | 22 | 柴戸海                   |  |      |
| MF                   | 19 | 岩尾憲                   |  |      |
| MF                   | 03 | 伊藤敦樹                 |  | 82分 |
| FW                   | 33 | 江坂任                   |  | 86分 |
| FW                   | 15 | 明本考浩                 |  | 82分 |
| 控え選手:            |    |                          |  |      |
| GK                   | 12 | 鈴木彩艶                 |  |      |
| DF                   | 13 | 犬飼智也                 |  | 82分 |
| DF                   | 20 | 知念哲矢                 |  |      |
| MF                   | 24 | 宮本優太                 |  | 86分 |
| MF                   | 25 | 安居海渡                 |  |      |
| MF                   | 40 | 平野佑一                 |  | 86分 |
| FW                   | 27 | 松崎快                   |  | 82分 |
| 監督                 |    |                          |  |      |
| リカルド・ロドリゲス |    |                          |  |      |

## 試合後
この試合の後半30分（75分）、浦和MF伊藤敦樹のスルーパスに抜け出した浦和FW明本考浩が、後方から追ってきた川崎MF大島僚太に明らかに後ろから腕を掴まれる場面があり、明本は倒れずにプレーを続行したものの失速し、川崎守備陣に対応される場面があった。この場面について主審の笠原寛貴は大島のファウル並びに決定的な得点機会の阻止 (DOGSO) によるレッドカードとは判断せず、さらにVARによる介入・再確認もなく、浦和の選手達が主審の笠原に詰め寄る場面があった。この場面について、2月15日にDAZNで配信された判定検証番組「Jリーグジャッジリプレイ」に出演したFIFA・AFC・JFA審判インストラクターの深野悦子と、前年までプロフェッショナルレフェリーだった家本政明は、共にDOGSOでのレッドカード判定を下すべきだったと指摘し、その上で家本は「倒れれば100%レッドだなとは現場の人間なら誰しも思う。ただ少し勢いを失いながらも（明本が倒れずに）行ったところはレフェリーからしたらホッとしている」と笠原の判断の根拠を推察する発言を行った。
試合から4日後の2月16日に行われた日本サッカー協会 (JFA) 審判委員会による2022シーズンの判定基準（スタンダード）説明会において、JFA審判委員会副委員長の扇谷健司はこの判定について「われわれがレフェリーのジャッジを擁護するつもりはない。やはりこれは決定的得点機会の阻止としてファウルを取り、退場にすべきシーンだった」「（主審のノーファウルの判断に対して）VARが介入すべきだったと思っている。これはたとえレフェリーがいいところで見ていたとしても、はっきりとした明白な間違いに近い。VARが介入すべきだと思うし、月曜日（14日）にも審判員たちと話したが、介入すべきということは伝えた」と誤審かつVARの判断誤りであることを示唆する説明をした上で、「倒れたからファウルなんだ、倒れないとファウルにならないんだということになると、せっかく今までJリーグが築き上げてきたものが崩れる可能性がある。そういう意味でもわれわれはその場で適切なジャッジをすることが求められる」と、選手の倒れる・倒れないがファウルの判断に左右されてはならない旨の発言を行った。